# Sheriff Gomez

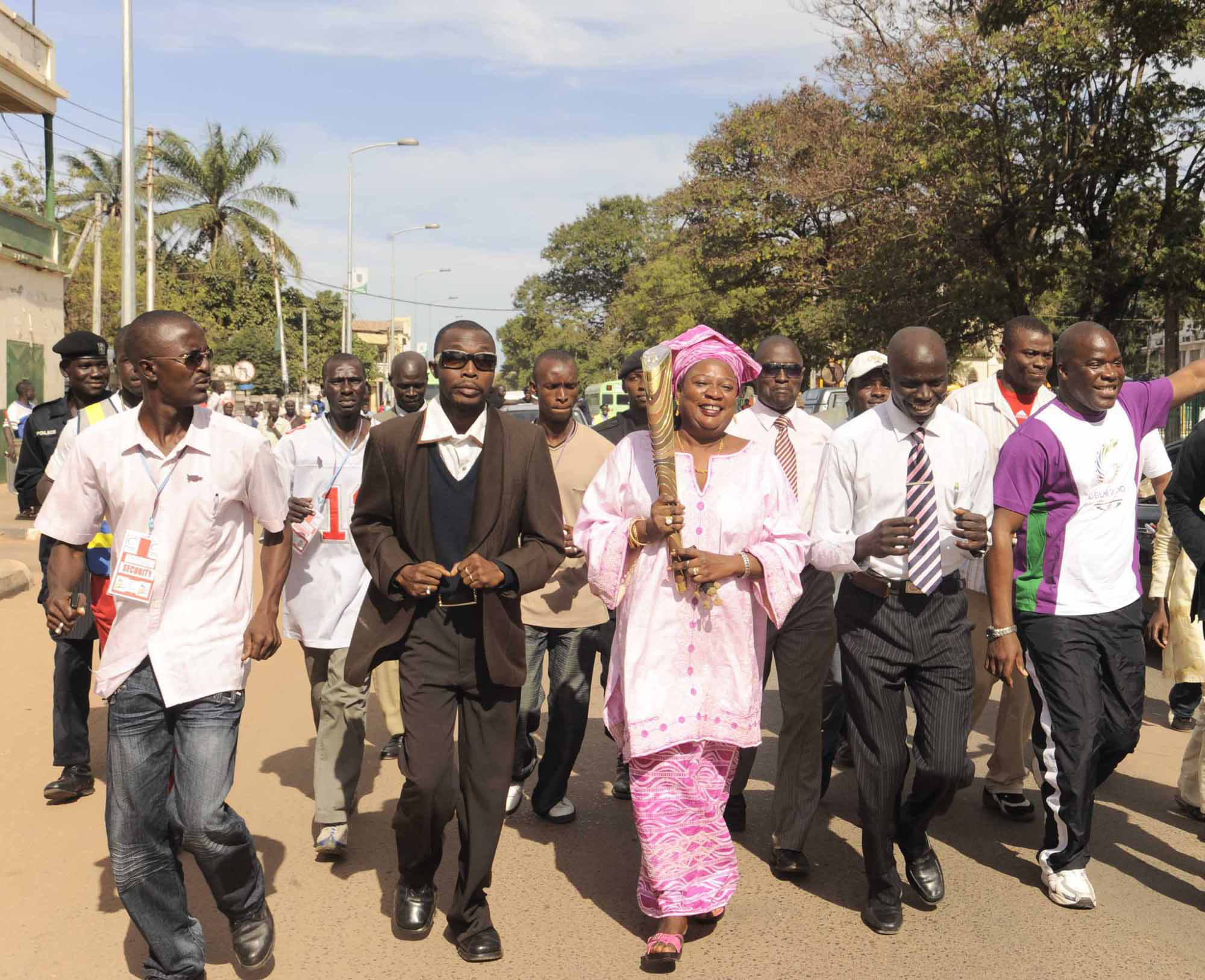

Sheriff ML Gomez (* um 1960) ist ehemaliger Minister für Jugend und Sport (englisch Minister of Youth and Sports) des westafrikanischen Staates Gambia.

## Leben
Von 1983 bis 1986 war Gomez bei der Gambia Civil Aviation Authority angestellt. Anschließend machte Gomez eine militärische Karriere, wo er unter anderem ein Zertifikat 1990 als Fallschirmspringer erhielt. 1993 weilte er für mehrere militärische Kurse in Fort Benning und Fort Knox in den Vereinigten Staaten. Als Platoon Commander nahm er vom November 1990 bis zum Mai 1991 an der ECOWAS Monitoring Group in Liberia teil. Als Ausbildungsleiter war er ab Mai 1991 in Gambia National Army.
Den Bachelor of Arts in Englisch, Geschichte und Wirtschaft erwarb Gomez 1990 auf der Pakistan Military Academy. Auf dem Management Development Institute in Gambia 1997 ein Zertifikat in beruflicher Entwicklung in der Management der öffentlichen Verwaltung und 2003 ein Diplom in Betriebswirtschaft auf dem Borough College in London. 2004 folgte ein Master of Science in Einkauf und Supply-Chain-Management an der London Metropolitan University.
Am 27. Juni 2008 wurde Gomez von Präsident Yahya Jammeh ins Kabinett als Minister für Jugend und Sport (englisch Minister of Youth and Sports) berufen und wird Nachfolger von Mass Axi Gai.

## Ehrungen
- 1991 – Peace Keeping Medal (ECOWAS Monitoring Group)[1]
- 2001 – Military Observer Medal (United Nations Mission in Ethiopia and Eritrea)[1]
- 2008 – Order of the Republic of The Gambia – Officer (ORG)[1]